# Алюминат железа(II)
Алюминат железа(II) — неорганическое соединение, 
комплексный оксид железа и алюминия с формулой Fe(AlO2)2,
чёрные кристаллы.

## Получение
- Спекание оксидов железа и алюминия (с добавками порошкообразного железа) в вакууме:

{\displaystyle {\mathsf {FeO+Al_{2}O_{3}\ {\xrightarrow {1273-1373K}}\ {Fe(AlO_{2})}_{2}}}}

## Физические свойства
Алюминат железа(II) образует чёрные кристаллы кубической сингонии,пространственная группа F d3m, параметры ячейки a = 0,8146 нм, Z = 8.
Может использоваться как магнитный материал при контроле магнетизма микроволновым излучением.